# Ubiratã
Ubiratã é um município brasileiro do estado do Paraná, que situa-se na Microrregião de Goioerê. Sua população estimada em 2022 era de 25.517  habitantes, conforme dados do IBGE.

## História
A região oeste do atual estado do Paraná vem sendo ocupada por grupos humanos há pelo menos 10.000 anos. Produtores de diversos tipos de instrumentos líticos, como machados, buris, raspadores, percutores e pontas de flecha, estes primeiros grupos são geralmente associados às Tradições tecnológicas Umbu e Bituruna. Posteriormente, com o avanço das florestas em um período mais quente e úmido, a cerca de 7.000 anos atrás, são encontradas ferramentas de pedra tipicamente associadas à Tradição Tecnológica Humaitá. Esses conjuntos de instrumentos líticos – embora com variações – já foram identificados em diversos sítios arqueológicos da região Sul e Sudeste, sendo portanto bastante difundidos entre diversos grupos ameríndios. Os sítios arqueológicos Piramboia e SINOP 2, localizados em Ubiratã e conhecidos entre os pesquisadores como oficinas líticas, são exemplos de áreas onde se obtinha matéria-prima e se produzia as citadas ferramentas de pedra. Embora ainda não existam datações que permitam associar os grupos relacionados às tradições Umbu, Bituruna e Humaitá aos vestígios identificados nesses dois sítios, estes são exemplos de como a região apresentava condições favoráveis para o assentamento – provisório ou relativamente mais permanente – dos povos ameríndios.
Há cerca de quatro mil anos atrás, os primeiros grupos agricultores e produtores de cerâmica teriam alcançado os grandes vales meridionais do atual território brasileiro, uma presença que é possível de ser observada em diversos sítios arqueológicos localizados em Ubiratã. Associados à Tradição Itararé-Taquara, esses grupos produziam cerâmicas de pequenas dimensões, com pouca ou nenhuma decoração. Também são conhecidos pela construção de casas subterrâneas, uma técnica difundida entre esses grupos para enfrentar as estações mais frias. Remanescentes materiais dessa ocupação, muitas vezes tratadas como vestígios dos antepassados dos povos Kaingang e Xokleng atuais, foram identificados nos sítios Aterro Tiburtius, Carajá 1, Carajá 2, Carajá 3, Carajá 4, Estrada da Cantareira, Aterro do Pasto, Campo de Futebol, SINOP 1 e Ermida Nossa Senhora de Copacabana. Este último sítio arqueológico também contém vestígios cerâmicos tupiguarani, neobrasileiro e histórico, o que provavelmente indica uma reocupação constante do local. A presença de grupos ceramistas associados à Tradição Tupiguarani também foi identificada em outros sítios arqueológicos em Ubiratã, como Pé de Galinha e Milonguita.
O vale do rio Piquiri era, portanto, um dos principais “fios condutores” desses processos de ocupação do território, sendo inclusive identificado por alguns pesquisadores como parte do famoso Caminho do Peabiru. Não por acaso, o explorador alemão Ulrich Schmmidel, ao atravessar o Paraná em direção a vila de São Vicente, entre 1552 e 1553, teria passado justamente pelo vale do rio Piquiri. Da mesma forma, os relatos deixados por Alvar Nuñez Cabeza de Vaca apontam para a passagem de sua expedição pelo vale desse rio cerca de dez anos antes, em 1541. De acordo com os relatos de Guzmán e Montoya, ambos datados da primeira metade do século XVII, a região era densamente habitada por grupos Guarani. Embora as mais de quarenta mil famílias citadas por ambos seja um número certamente exagerado, Ambrosetti confirmou a presença guarani no vale do Rio Piquiri ainda em 1895. Além destes, também indígenas associados aos grupos Jê (como os Kaingang) e Xetás (também conhecidos como Ivaparés) habitavam o médio e baixo Piquiri.
Os primeiros indícios de ocupação colonial na região do atual município de Ubiratã datam da fundação da redução jesuíta de Nossa Senhora de Copacabana, ocorrida em 1628. Esta teria feito parte de um esforço mais amplo de colonização espanhola do vale do rio Piquiri – bem como de todo Guairá, nome dado à maior parte do território paranaense no início do período colonial –, uma vez que na segunda metade do século XVI já haviam sido fundadas a Ciudad Real del Guayrá (1556) e Villa Rica del Espíritu Santo (1570). Nesta última, posteriormente transferida para a foz do rio Corumbataí no rio Ivaí em 1589, eram produzidos pequenos foles e fornos de metal, razão pela qual ficou conhecida como Tambo das Minas de Ferro.
Embora até o momento não tenham sido identificados vestígios materiais das estruturas que compunham a missão jesuítica de Nossa Senhora de Copacabana, esta provavelmente se localizava nos limites atuais de Ubiratã. De acordo com os pesquisadores, as missões dos jesuítas eram fundadas em aldeias guaranis, facilitando assim o esforço de catequização desses grupos indígenas. De todo modo, já no início da década de 1630, os bandeirantes paulistas tinham destruído todas as reduções jesuítas, apresando os indígenas que lá residiam. Por sua vez, a posse portuguesa das terras paranaenses foram posteriormente confirmada nos Tratados de Madrid (1750) e Santo Ildefonso (1777).
A área, conhecida durante o séculos XVIII como Campos Gerais, seria posteriormente renomeada “Campos do Mourão”, em homenagem ao então governador da Capitania de São Paulo, Dom Luís Antônio de Sousa Botelho e Mourão. Tendo exercido o cargo entre 1765 e 1775, esse nobre português financiou incursões de bandeirantes na região, de forma a assegurar o domínio lusitano dessas terras. Contudo, o Vale do Rio Piquiri manteve-se como uma área de habitação predominantemente indígena durante todo o período colonial, ainda que ocasionalmente atravessado por expedições militares e de reconhecimento do território. Além disso, a eventual passagem e fixação – temporária ou não – de tropeiros no oeste paranaense também ocorria, muitas vezes aproveitando antigas rotas indígenas.
A criação da Província do Paraná, em agosto de 1853, suscitou a formulação de projetos de ocupação do oeste e norte paranaenses, especialmente devido à preocupação de que o território fosse eventualmente anexado pelas repúblicas vizinhas – Paraguai e Argentina. Ainda assim, já durante a república, em mapa de 1896, a região de Ubiratã é descrita como parte do território de grupos Kaingang (também chamados de “Coroados”), o chamado toldo de Pinhalzinho. Do mesmo período dataria o registro de posse de 60 mil hectares, por parte de fazendeiros oriundos de Guarapuava. Denomidado Imóvel Mourão, esta vasta área foi originalmente destinada para criação de gado bovino. Dessa forma, lentamente se aproximavam as fronteiras agrícolas modernas das terras antes habitadas por diversos grupos indígenas, bem como por missionários jesuítas espanhois do início do período colonial. A fertilidade notável da chamada terra roxa também atraiu colonos para as áreas próximas do rio Piquiri e de todo o chamado Terceiro Planalto paranaense.
Entre 1924 e 1925, o avanço da Coluna Prestes na região dos grandes rios do oeste paranaense também se deu no vale do Piquiri, sendo eventualmente encontrados vestígios materiais de conflitos (cartuchos de fuzis, trincheiras e sepultamentos) entre esta e tropas governistas nos limites municipais de Ubiratã e Nova Aurora. Por conseguinte, alguns dos primeiros ocupantes dessas terras foram justamente militares que, após o término dos seus serviços, receberam ou se apossaram de terrenos. Esse processo foi incentivado pelo próprio governo federal e estadual, uma vez que ao menos garantia a presença – mesmo que esparsa – de colonos na região. Ainda assim, a precariedade dos caminhos e o consequente isolamento em relação a outras regiões fazia com que esses primeiros sítios e fazendas produzissem apenas para consumo próprio. Da mesma forma, a insegurança legal acerca da posse dessas terras também gerava conflitos entre os chamados “possiantes”.
Em 1954, a Sociedade Imobiliária Noroeste do Paraná Ltda (SINOP) adquire as terras da atual Ubiratã junto ao governo do Estado do Paraná, sendo estas então denominadas Gleba Rio Verde, parte de um esforço mais amplo de aquisição de cerca de 350 mil hectares no noroeste e oeste paranaense. Ao mesmo tempo, em virtude de eventuais conflitos com os já citados “possiantes”, negociações foram estabelecidas entre estes e a SINOP. Muitos foram posteriormente assentados nos lotes ou realocados para uma região de Ubiratã atualmente conhecida como Luz Marina. Contudo, deve ser ressaltado o fato de que a disputa pelas terras nessa área do vale do Piquiri por vezes resultou em violência física, ocasionando a expulsão de parte desses sitiantes. Por conseguinte, em 19 de fevereiro de 1956, foi lançada a pedra fundamental da "Vila Ubiratã", em local onde hoje se encontra uma agência do Banco do Brasil e a Prefeitura Municipal. O nome escolhido – de origem tupi – significaria “madeira dura”, destacando a presença de perobas, figueiras, jacarandás e outras árvores de grande porte nas matas da localidade.
As vendas dos lotes pela SINOP foram precedidas por uma ampla propaganda em diversas áreas do país, sendo destacadas a fertilidade do solo e a possibilidade de aquisição de terras em uma localidade inteiramente nova. No que diz respeito a venda e distribuição dos lotes rurais, esta teria sido orientada em forma de leque, com água nos fundos e uma estrada fronteiriça. Colonos oriundos de diversas regiões do Brasil, bem como estrangeiros, começaram a se fixar na localidade, estabelecendo comunidades rurais como São João (projeto paralelo de colonização, posteriormente integrado ao da SINOP), Santo Inácio e Três Placas e o cultivo da hortelã, milho, feijão, algodão, trigo, café, entre outros cultivares. Remonta desse período a tradição de acender fogueiras em louvor de São João, costume trazido por colonos catarinenses instalados na comunidade rural de mesmo nome.
Com efeito, de acordo com a Lei Estadual n. º 3344/57, datada de 20 de setembro daquele ano, Ubiratã foi elevada à categoria de Distrito Administrativo e Judiciário, pertencendo até então ao município de Campo Mourão. Cerca de três anos depois, em 20 de julho de 1960, Ubiratã torna-se um município de fato, quando promulgada a Lei n. º 4.425. Os primeiros anos do município foram marcados pela chegada de imigrantes nacionais e internacionais, portanto, interessados na aquisição dos lotes vendidos pela SINOP. Visto que a própria estrutura urbana de serviços também estava em processo de instalação, com a sistemática derrubada das matas para abertura das vias, a SINOP também incentivou a vinda de religiosos (alguns especificamente para as comunidades alemã e japonesa) e o estabelecimento de uma escola, inicialmente situada em um barracão cedido pela SINOP. Em um primeiro momento, as edificações – fossem elas de caráter religioso, residencial, comercial e/ou administrativo) eram todas de madeira, aproveitando a abundância local desse recurso. Por conseguinte, os primeiros anos do recém-criado município estiveram voltados para a instalação de serviços básicos para a população, a qual já somava cerca de 20 mil habitantes em 1960. Ainda assim, a construção de uma ponte sobre o rio Piquiri só ocorreria na segunda metade da década de 1960, sendo uma reivindicação recorrente o estabelecimento de rodovias asfaltadas entre Ubiratã e outros núcleos urbanos do norte e oeste do Paraná. A inauguração da BR-369, todavia, só ocorreria em 1977.
O crescimento populacional de Ubiratã manteve-se constante ao longo dos anos subsequentes, alcançando, em 1975, a marca de 53.512 habitantes. A mecanização do trabalho agrícola, bem como políticas públicas federais de incentivo migratório para as regiões Norte e Centro Oeste, a partir da década de 1970, fizeram com que a população de Ubiratã diminuísse com o passar dos anos. Atualmente, de acordo com o Censo do IBGE de 2010, o município conta com 21.558 habitantes. Por outro lado, de acordo com autores locais, o município manteve-se predominantemente agrícola desde sua fundação, alternando ciclos produtivos de café, hortelã, algodão e soja. Em 1975, tendo em vista essa relevância do setor na economia municipal, foi fundada a Cooperativa Agropecuária da Região de Ubiratã (COAGRU) - renomeada posteriormente para Cooperativa Agropecuária União LTDA. –, tendo por objetivo organizar os produtores locais, bem como suas reivindicações junto ao governo local e estadual.
No que diz respeito ao sítio urbano original de Ubiratã, este teria sido escolhido pela direção da SINOP devido à altura em relação aos cursos d’água locais, relativamente abundantes no local. De acordo com autores locais, “o primeiro nome dado ao lugar foi Saiju, que significaria ‘Alto do Espigão’ no idioma tupi-guarani, devido ao fato da localidade estar no ponto mais alto do contraforte da Serra do Piquiri”[8]. A área urbana foi projetada de forma a estar cercada por um cinturão verde, sendo constituído por lotes dados aos compradores de terras – com a condição de que deveriam construir no local em um prazo de três meses[9]. Dessa forma, o traçado urbano de Ubiratã apresenta ruas e quadras planejadas em formato de grelha, semelhante a outros municípios do oeste e norte paranaenses fundados pelas frentes colonizadoras dessas regiões durante o século XX.

## Geografia
Ubiratã está localizada na região Noroeste do Paraná, com uma superfície de 655.845 km².

### Clima
O clima é subtropical, com verões quentes e com geadas no inverno.

### Solo
O solo é de terra roxa e de boa fertilidade o que faz da agricultura a sua principal fonte de riqueza, produzindo em abundância: soja, milho (verão e segunda safra), trigo.

### Vegetação
A vegetação de Ubiratã, é recoberta pela Floresta Estacional Semidecidual pertencente ao Bioma Mata Atlântica. É composta de variadas espécies como a peroba, o cedro, a canela e o jacarandá.

### Hidrografia
Seu território é banhado por vários córregos e rios. O rio Piquiri é o principal, e com seus afluentes constituem-se em atrativos turísticos, pois neles se encontram inúmeras ilhas, e saltos, tais como: Apertado, Morumbi, Amaro etc.

### Economia
A função econômica é baseada na agricultura, com a produção principal em soja e milho, com a avicultura em ascensão.

### Distritos
Ubiratã tem o distrito de Yolanda.

## Esporte
A cidade de Ubiratã possuiu dois clubes no Campeonato Paranaense de Futebol: o Comercial Esporte Clube e o Ubiratã Esporte Clube.